# الهيئة الليبية للبحث العلمي
الهيئة الليبية للبحث العلمي تأسست سنة 1978 ميلادية لغرض تنفيذ استراتيجية الدولة في مجال البحث العلمي

## الأهداف
- نشر ثقافة البحث العلمي؛ لبناء قاعدة علمية قادرة على تطوير المجتمع.
- إعداد الملاكات العلمية المؤهلة، والمتخصصة في مجالات البحث العلمي كافةً.
- تطوير مراكز ليبية نموذجية، تكون مقصداً للباحثين المتميزين؛ لخلق بيئة إبداعية وابتكاريه.
- ربط أواصر التعاون مع المؤسسات البحثية والعلمية الإقليمية والدولية.
- العمل على اقتران اسم ليبيا بالإبداع والإنجاز والجودة.
- وجود آليات تعاون بين مؤسسات البحث العلمي، و مؤسسات التعليم تحقق الاستفادة من الموارد البشرية، و من الإمكانيات المعملية و المخبرية في المؤسسات البحثية.
- خلق بيئة لتشجيع الملكية الفكرية و لتسجيل براءات الاختراع، و المحافظة عليها و استثمارها.

## وسائل تنفيذ الأهداف
- المراكز البحثية
- المشاريع الوطنية
- المجلات العلمية
- الجمعيات العلمية
- تمويل ودعم البحوث
- المكتبة الوطنية للعلوم والتقنية
- التعاون الدولي
- الشراكات الوطنية
- الجوائز العلمية

## المراكز البحثية التابعة لها
| 1  | المركز الليبي للبحوث الإقتصادية - العجيلات                             |
| 2  | المركز الليبي لأبحاث البلازما – الفرناج / طرابلس                       |
| 3  | المركز الليبي لأبحاث شجرة النخيل - أوجلة                               |
| 4  | المركز الليبي لأبحاث شجرة الزيتون – ترهونة                             |
| 5  | المركز الليبي لبحوث اللدائن – تاجوراء                                  |
| 6  | المركز الليبي لبحوث ودراسات اللغة الأمازيغية – طرابلس                  |
| 7  | المركز الليبي لدراسات و بحوث علوم و تكنولوجيا البيئة – وادي الشاطئ     |
| 8  | المركز المهني المتقدم لتقنيات اللحام – تاجوراء                         |
| 9  | المركز الليبي للبحوث البيئية البرية و البحرية – زوارة                  |
| 10 | المركز الليبي لأبحاث تغير المناخ – جنزور                               |
| 11 | المركز الليبي العربي لأبحاث الصحراء و تنمية المجتمعات الصحراوية – سبها |
| 12 | المركز الليبي للاستشعار عن بعد وعلوم الفضاء – أبوسليم / طرابلس         |
| 13 | المركز الليبي التقني العالي للتدريب والإنتاج – جنزور                   |
| 14 | المركز الليبي للبحوث الهندسية و تقنية المعلومات – بني وليد             |
| 15 | المركز الليبي للمنظومات الإلكترونية والبرمجيات وبحوث الطيران – جنزور   |
| 16 | المركز الليبي المتقدم للتقنية – أبوسليم                                |
| 17 | المركز الليبي المتقدم للتحاليل الكيميائية – تاجوراء                    |
| 18 | المركز الليبي لدراسات وبحوث الطاقة الشمسية – تاجوراء / طرابلس          |
| 19 | المركز الليبي لبحوث التقنيات الحيوية – عين زارة                        |
| 20 | المركز الليبي الوطني للبحوث الطبية – الزاوية                           |
| 21 | المركز الليبي العالي المهني للسباكة – سيدي السايح                      |
| 22 | المركز الليبي للبحوث الاقتصادية - بنغازي                               |
| 23 | المركز الليبي للبحوث القانونية – بنغازي                                |
| 24 | المركز الليبي للتخطيط الحضري – بنغازي                                  |
| 25 | المركز الوطني لأبحاث أمراض المناطق الحارة والعابرة للحدود – الزنتان    |
| 26 | المركز الليبي للبحوث والدراسات الإسلامية – البيضاء                     |
| 27 | المركز الليبي للبحوث والدراسات و العلوم الشرعية – الزنتان              |
| 28 | المركز الليبي للهندسة الوراثية – مصراتة                                |
| 29 | المركز الليبي لدراسات و أبحاث الغذاء و التغذية – صبراتة                |
| 30 | المركز الليبي لأبحاث التنمية المستدامة – الخمس                         |
| 31 | مركز البحوث النفسية والتربوية – درنة                                   |
| 32 | مركز اللغة التباوية                                                    |
| 33 | المركز الليبي لدراسات لأبحاث التمنية المستدامة - اوباري                |
| 34 | المركز الليبي لإعداد وتأهيل القادة – طرابلس                            |
| 35 | المركز الليبي للبحوث والدراسات الإسلامية والبناء الحضاري – صبراتة      |
| 36 | مركز البحوث العلمية وتطويع التقنية للنهوض باللغة العربية               |
| 37 | المركز الليبي للدراسات الجيومرفولوجية                                  |
| 38 | مركز شمال أفريقيا لبحوث الأمصال واللقاحات                              |
| 39 | المركز الليبي للترجمة                                                  |

## المشاريع الوطنية التابعة للهيئة
قائمة بالمشاريع الوطنية التابعة للهيئة الليبية للبحث العلمي
| ر.م | اسم المشروع الوطني                                                                                            |
| 1   | المختبر الليبي لأبحاث و دراسات النيازك                                                                        |
| 2   | المرصد الليبي لمؤشرات العلوم و التكنولوجيا و الابتكار                                                         |
| 3   | إصلاح التعليم في ليبيا                                                                                        |
| 4   | البرنامج الوطني للتميز في العلوم و التكنولوجيا                                                                |
| 5   | منتدى البحث العلمي من أجل التنمية المستدامة                                                                   |
| 6   | المشروع الوطني لأبحاث و تشخيص العقم                                                                           |
| 7   | المشروع الوطني للمعالجة الخلوية                                                                               |
| 8   | المشروع الوطني للتغيرات المناخية                                                                              |
| 9   | المنصة الليبية الالكترونية للمجلات العلمية المحكمة                                                            |
| 10  | مركز بحوث التنمية المستدامة و المسؤولية الاجتماعية                                                            |
| 11  | مدينة العلوم و التكنولوجيا                                                                                    |
| 12  | المشروع الوطني لضمان الجودة                                                                                   |
| 13  | المشروع الوطني للمستودعات الرقمية للجامعات الليبية و المراكز البحثية                                          |
| 14  | المشروع الوطني لقاعدة البيانات الوراثية حسب التوزيع الأثني في ليبيا                                           |
| 15  | المشروع الوطني – منصة الخبراء الليبيين                                                                        |
| 16  | نموذجميزانيةالمشروعالوطنيمركزبحوثالتنميةالمستدامةوالمسؤوليةالاجتماعية                                         |
| 17  | مشروع مركز البحوث والدراسات الاستراتيجية                                                                      |
| 18  | رسم خرائط الأورام في ليبيا – اتجاه جديد لعلاج الأورام.                                                        |
| 19  | تحسين صحة وجودة منتجات المجترات الصغيرة (الأغنام والماعز) والإبل.                                             |
| 20  | المشروع الوطني : رصد الطيور البرية المهاجرة والمستوطنة في ليبيا كنظام إنذار مبكر للأمراض الحيوانية والمشتركة. |
| 21  | مشروع دراسة نواقل الأمراض البشرية والحيوانية في ليبيا                                                         |
| 22  | مشروع وسائل الإعلام ودورها في تشكيل الوعي السياسي للشباب الليبي                                               |
| 23  | مشروع الرؤية المستقبلية للشباب وانعكاساتها علي الأوضاع الاقتصادية والاجتماعية والبيئية للدولة الليبية         |
| 24  | مشروع وطني ( مكافحة السرطان في ليبيا )                                                                        |
| 25  | مشروع وطني بالمركز الليبي لبحوث التقنيات الحيوية يسمى ( المشروع الوطني لمراقبة وتحليل وعلاج السموم )          |
| 26  | مشروع وطني ( التحول الرقمي وتطوير الأداء الوظيفي في مؤسسات الدولة )                                           |
| 27  | المشروع الوطني ( القمر الصناعي العلمي الليبي )                                                                |
| 28  | المشروع الوطني الاستراتيجي لاستخلاص النفط من النفط الضيق وتصنيع الألياف الكربونية من مخلفات المصافي )         |
| 29  | إنتاج مواد البناء المحسنة باستخدام تقنيات النانو                                                              |
| 30  | المشروع الوطني تقنيات ما بعد الحصاد                                                                           |
| 31  | المشروع الوطني ( العلوم البيانات والإحصاء في ليبيا )                                                          |
| 32  | المشروع الوطني لدراسات وأبحاث فيروسات الكبد                                                                   |
| 33  | مشروع وطني بعنوان ( رصد الإمكانيات والخدمات والإنتاج العلمي للمراكز البحثية )                                 |
| 34  | المشروع الوطني لإدارة الكوارث والأزمات بالدولة الليبية                                                        |
| 35  | المشروع الوطني لمنصة المرجع الالكتروني                                                                        |
| 36  | مشروع وطني شباب ليبيا الموهوب                                                                                 |
| 37  | مشروع الوطني لمعاملة الأغذية بالتقنيات الإشعاعية بطرق المستدامة                                               |

## الجوائز التي تمنحها الهيئة
تقوم الهيئة بتنظيم أو دعم الجوائز العلمية لإطراء التنافس العلمي بين البحاث ومن الجوائز الدورية
1. جائزة ليبيا للابتكار، لأفضل مشروع تخرج لخريجي المرحلة الجامعية، ومرحلة الماجستير
2. جائزة الباحث الليبي المتميز.
3. مسابقة الريادة.

## المكتبات
المكتبة الوطنية للعلوم والتقنية
1. المكتبة العامة: تحتوي صالة للمطالعة بها ما يزيد عن 6000 رسالة ماجستير، و دكتوراه، و عدد 5000 كتاب.
2. منظومة تسجيل أطروحة الدكتوراه، و رسائل الماجستير.

## وصلات خارجية
- موقع الهيئة العامة للبحث العلمي.
- قرار المجلس الرئاسي الخاص بإصدار لائحة تنظيم البحث العلمي - موقع المجمع القانوني الليبي